# Hayden Norris
Hayden Norris (* 21. August 2002 in Stafford) ist ein britischer Bahnradsportler, der auf die Kurzzeitdisziplinen spezialisiert ist.

## Sportlicher Werdegang
Seit 2014 ist Hayden Norris als Radsportler aktiv. 2020 wurde er gemeinsam mit Harry Ledingham-Horn und Ed Lowe Dritter im Teamsprint der Elite bei den nationalen Meisterschaften. 2021 wurde er mit Alistair Fielding, Hamish Turnbull und James Bunting U23-Europameister im Teamsprint; im 1000-Meter-Zeitfahren errang er die Silbermedaille. Im Jahr darauf konnte er mit Marcus Hiley und James Bunting erneut den Titel des U23-Europameisters im Teamsprint gewinnen, und im Zeitfahren wurde er Dritter. Ebenfalls 2022 startete er bei den Commonwealth Games: Im Zeitfahren wurde er Sechster, im Keirin 13. und im Sprint 19.
Im April 2023 belegte Norris mit Harry Ledingham-Horn und Ed Lowe beim Lauf des UCI Track Cycling Nations’ Cup im kanadischen Milton im Teamsprint Platz drei.

## Erfolge
2021
- U23-Europameister – Teamsprint (mit Alistair Fielding, Hamish Turnbull und James Bunting)
- U23-Europameisterschaft – 1000-Meter-Zeitfahren

2022
- U23-Europameister – Teamsprint (mit Marcus Hiley und James Bunting)
- U23-Europameisterschaft – 1000-Meter-Zeitfahren

2023
- U23-Europameisterschaft – Sprint

2024
- Britischer Meister – Keirin, Teamsprint (mit Ed Lowe und Harry Ledingham-Horn)[2]
- U23-Europameister – Zeitfahren
- U23-Europameisterschaften – Sprint, Teamsprint (mit Harry Ledingham-Horn und Marcus Hiley)

2025
- Europameisterschaften – Teamsprint (mit Harry Ledingham-Horn und Charles Radford)